# حفرية إيه إل 200-1

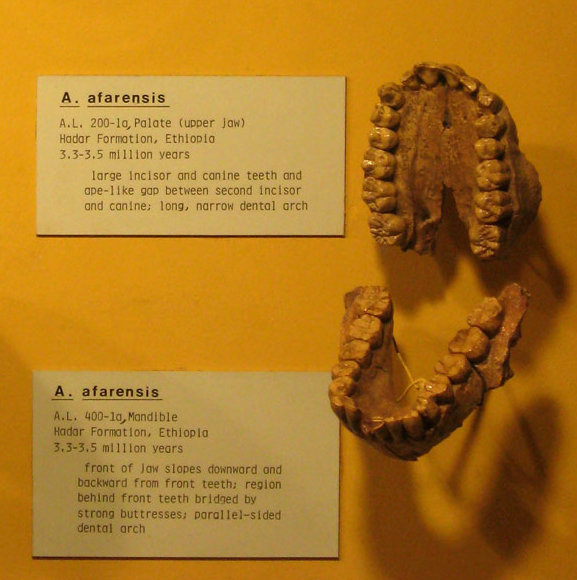
حفرية إيه إل 200-1

حفرية إيه إل 200-1 (الاسم العلمي: AL 200-1) هي حنك علوي وأسنان متحجرة لنوع أوسترالوبيثيكوس أفارينيسيس، ويقدر عمرها بأنه ما بين 3 إلى 3.2 مليون عام. تتشابه هذه الحفرية مع القردة في ترتيب الأسنان، ومنها القواطع الملوقية والفجوة ما بين الأنياب والقواطع الخارجية.
اكتشفت الحفرية في مثلث العفر بإيثيوبيا من قبل آتو أليمايهو أسفاو في السابع عشر من أكتوبر 1974. أعلن دونالد جوهانسون وماوريس تآيب عن الاكتشاف وقاما بنشر وصف مبدئي للحفرية في عام 1976، وقد نشر الوصف المفصر بواسطة جونسون ويفيس كوبينس في نفس العام.